# Jörn Lüdemann
Jörn Lüdemann (geb. in Hagen) ist ein deutscher Rechtswissenschaftler und Professor für Öffentliches Recht, Wirtschafts- und Medienrecht an der Universität Rostock.

## Leben
Lüdemann studierte nach Abitur und Grundwehrdienst als Stipendiat des Cusanuswerks Rechtswissenschaften an der Universität Osnabrück und der Universität Leiden/Niederlande. Er absolvierte das Rechtsreferendariat am Oberlandesgericht Koblenz mit Wahlstationen im Justiziariat des WDR und bei der Volkswagen Financial Services AG und wurde mit einer verfassungsrechtlichen Arbeit über „Edukatorisches Staatshandeln“ promoviert. 
Lüdemann forschte als Senior Research Fellow und Mitarbeiter von Christoph Engel am interdisziplinären Max-Planck-Institut zur Erforschung von Gemeinschaftsgütern in Bonn und lehrte an den Universitäten Mannheim, Osnabrück, Bonn und Trier. 2010 vertrat er den Lehrstuhl des Präsidenten des Bundesverfassungsgerichts Andreas Voßkuhle am Institut für Staatswissenschaft & Rechtsphilosophie der Universität Freiburg und war zwischen 2012 und 2015 Vertreter von Professuren an der Universität Bochum und der Universität Bonn.
Nach der Habilitation im Jahr 2016 mit einer Arbeit über Die Ordnung des Verwaltungsrechts an der Rheinischen Friedrich-Wilhelms-Universität Bonn (mit der Venia legendi für Öffentliches Recht, Wirtschaftsrecht, Medien- und Kommunikationsrecht sowie Rechtstheorie) erhielt er Rufe an die Bergische Universität Wuppertal (Schumpeter School of Business and Economics) und an die Universität Rostock. Er arbeitete von 2016 bis 2017 als Hochschullehrer an der Wirtschaftswissenschaftlichen Fakultät der Universität Wuppertal und ist seit dem Wintersemester 2017 W3-Professor und Inhaber des Lehrstuhls für Öffentliches Recht, Wirtschafts- und Medienrecht, Rechtstheorie und Rechtsökonomik der Juristischen Fakultät der Universität Rostock. Von 2018 bis 2020 war er Prodekan, von 2020 bis 2022 Dekan und von 2022 bis 2024 Studiendekan der Juristischen Fakultät. 
Lüdemanns Arbeitsschwerpunkte sind das Verfassungsrecht, das Öffentliche Wirtschaftsrecht sowie das Medienrecht und das Digitalrecht mit seinen theoretischen und ökonomischen Grundlagen.
2017 wurde Lüdemann mit dem Universitätslehrpreis der Universität Wuppertal für herausragende Lehre ausgezeichnet.

## Schriften (Auswahl)
- Edukatorisches Staatshandeln (= Common Goods: Law, Politics and Economics. Band 11). Baden-Baden 2004, ISBN 3-8329-0491-3.
- Die öffentliche Hand als Leasingnehmer. Das Leasing von Dienstfahrzeugen im Lichte des Haushalts- und Vergaberechts. 2. Aufl. Köln 2008, ISBN 978-3-452-26837-2.
- (Hg.): Telekommunikation, Energie, Eisenbahn. Welche Regulierung brauchen die Netzwirtschaften? Tübingen 2008, ISBN 978-3-16-149681-3.
- mit Christoph Engel et al. (Hg.): Recht und Verhalten. Beiträge zu Behavioral Law and Economics. Tübingen 2007, ISBN 978-3-16-149144-3.
- mit Andreas Funke (Hg.): Öffentliches Recht und Wissenschaftstheorie (= Recht – Wissenschaft – Theorie. Band 3). Tübingen 2009, ISBN 3-16-150194-2.
- mit Andreas Funke und Julian Krüper (Hg.): Konjunkturen in der öffentlich-rechtlichen Grundlagenforschung (= Recht – Wissenschaft – Theorie. Band 12). Tübingen 2015, ISBN 3-16-154128-6.
- mit Claus Dieter Classen (Hg.): Landesrecht Mecklenburg-Vorpommern. Studienbuch. 5. Aufl. Baden-Baden 2019, ISBN 978-3-8487-3863-2.
- mit Yoan Hermstrüwer (Hg.): Der Schutz der Meinungsbildung im digitalen Zeitalter. Tübingen 2020, ISBN 978-3-16-159812-8.
- Bundesgesetzliche Investitionsverpflichtung für audiovisuelle Mediendienste auf Abruf. Baden-Baden 2024, ISBN 978-3-7489-4544-4.

Gemeinsam mit Roland Broemel, Lea Kumkar, Rupprecht Podszun und Heike Schweitzer (†) gibt er seit 2020 im Nomos Verlag die zweisprachige Schriftenreihe Recht und Digitalisierung / Digitization and the Law heraus.

## Belege
1. ↑  Lehrstuhlinhaber - Juristische Fakultät - Universität Rostock. Archiviert vom Original (nicht mehr online verfügbar) am 18. Oktober 2021; abgerufen am 25. Juli 2025.
2. ↑  Staatliche Schweigepflicht. In: FAZ.NET. ISSN 0174-4909 (faz.net [abgerufen am 15. April 2021]).
3. ↑  Ehemalige Mitarbeiter — Institut für Staatswissenschaft & Rechtsphilosophie Abteilung 1 (Staatswissenschaft). Archiviert vom Original (nicht mehr online verfügbar) am 16. April 2023; abgerufen am 27. März 2021.
4. ↑  Prof. Dr. Jörn Lüdemann – Juristische Fakultät – Universität Rostock. Abgerufen am 16. Mai 2020.
5. ↑  Lehrpreis 2017. Abgerufen am 25. Juli 2025.
6. ↑  Schriftenreihe Recht und Digitalisierung - Juristische Fakultät - Universität Rostock. Abgerufen am 25. Juli 2025.

| Personendaten    | Personendaten    |
| ---------------- | ---------------- |
| NAME             | Lüdemann, Jörn   |
| KURZBESCHREIBUNG | deutscher Jurist |
| GEBURTSDATUM     | 20. Jahrhundert  |
| GEBURTSORT       | Hagen            |